# Cotoneaster dielsianus
Espèce
Synonymes
- Pyrus dielsiana (E.Pritz.) M.F.Fay & Christenh. (2018)[1]
- Cotoneaster applanatus Duthie ex J.H.Veitch (1906)[2]
- Cotoneaster dielsianus var. elegans Rehder & E.H.Wilson in C.S.Sargent (1912)[3]
- Cotoneaster dokeriensis G.Klotz in Wiss. (1972)[4]
- Cotoneaster elegans (Rehder & E.H.Wilson) Flinck & B.Hylmö (1962)[5]
- Cotoneaster sikangensis Flinck & B.Hylmö (1962)[6]
- Pyrus dokeriensis (G.Klotz) M.F.Fay & Christenh. (2018)[1]
- Pyrus elegans (Rehder & E.H.Wilson) M.F.Fay & Christenh[1].
- Pyrus sikangensis (Flinck & B.Hylmö) M.F.Fay & Christenh[7].

Cotoneaster dielsianus, Cotonéaster de Diels, est une espèce de plantes à fleurs de la famille des Rosaceae et du genre Cotoneaster. C'est un arbuste originaire du centre nord et sud de la Chine et du Tibet.
L'espèce a été introduite en Europe, en Amérique du Nord et en Nouvelle-Zélande.

## Description
C'est un arbuste.

## Publication originale
- Ernst Georg Pritzel, Bot. Jahrb. Syst. 29: 385 (1900).